# غوثا غو 244
غوتا غو 244 (بالإنجليزية: Gotha Go 244)‏ كانت طائرة نقل استخدمت من قبل سلاح الجو الألماني (لوفتواف) خلال الحرب العالمية الثانية.

## مواصفات (Go 244 B-1)
البيانات من Gotha's Twin-Boom Troopers
الخصائص العامة
- الطاقم: 1 أو 2 طيار
- السعة: ما يصل إلى 23 جنديا أو شحن
- الطول: 15.80 متر (51 قدم 10 بوصة)
- باع الجناح: 24.50 متر (80 قدم 4½ بوصة)
- الارتفاع: 4.70 متر (15 قدم 5 بوصة)
- مساحة الجناح : 64.4 م² (693 قدم²)
- الوزن فارغة: 5,100 كغم (11,243 رطل)
- الوزن محملة: 6,800 كغم (14,991 رطل)
- وزن الإقلاع الأقصى: 7,162 كغم (15,789 رطل)
- محرك الطائرة: 2 × جنوم رونيه 14 إم 06/07 14- اسطوانة  محرك شعاعي, 742 حصان (553 كيلو وات) على 2,000 متر (6,560 قدم) الواحد

الأداء
- السرعة القصوى: 290 كم/ساعة (157 عقدة، 180 ميل في الساعة) على ارتفاع 4,000 متر (13,100 قدم)
- سرعة العبور: 270 كم/ساعة (146 عقدة، 168 ميل في الساعة) على ارتفاع 3,900 متر (12,800 قدم)
- مدى (طائرة): 410 كم (222 ميل بحري, 255 ميل)
- سقف الخدمة: 8,350 متر (27,395 قدم)
- التتسلق إلى 1,000 متر (3,300 قدم): 3 دقائق